# Indiana Jones
El Dr. Henry Walton "Indiana" Jones, Jr., també anomenat Indy, és un personatge fictici, arqueòleg aventurer i professor universitari estatunidenc.
És el protagonista d'una sèrie de pel·lícules d'aventures (realitzada per la Paramount) formada pels films següents:
- A la recerca de l'arca perduda (1981) (títol original en anglès: Raiders of the Lost Ark)
- Indiana Jones i el temple maleït (1984) (títol original en anglès: Indiana Jones and the Temple of Doom)
- Indiana Jones i l'última croada (1989) (títol original en anglès: Indiana Jones and the Last Crusade)
- Indiana Jones i el regne de la calavera de cristall (2008) (títol original en anglès: Indiana Jones and the Kingdom of the Crystal Skull)
- Indiana Jones i el dial del destí (2023) (títol original en anglès: Indiana Jones and the Dial of Destiny).

(Quan parlen d'aquesta sèrie de films, els mateixos creadors sovint s'hi refereixen, en anglès, amb les paraules clau: Raiders, Temple, Crusade, Skull i Dial. En català es poden designar, doncs, Arca, Temple, Croada, Calavera i Dial.)

## Caracterització
Indiana Jones és un professor universitari d'arqueologia. Tanmateix, com a arqueòleg la seva feina preferida és cercar arreu del món objectes antics perduts amb un gran valor. Des del punt de vista interpretatiu, es caracteritza per un cert cinisme i un pànic terrible a les serps; també el caracteritzen el seu atractiu físic, un barret característic i un fuet llarg.
Com que molts dels objectes que cerca tenen propietats màgiques, sovint també són cobejats per altres persones amb fins poc honorables, de manera que Jones s'hi ha d'enfrontar. Les seves activitats i el seu talent fan que, en un principi, Jones sigui cridat pels serveis secrets nord-americans per tal d'evitar que aquests objectes caiguin en males mans (Arca) i a la llarga acabarà treballant com a agent governamental (tal com es desprèn d'alguns diàlegs del darrer film (Calavera)).
Les cerques, les baralles, les persecucions i les discussions tenen lloc a tot el món: des de l'Amèrica del Nord (on viu i treballa Jones) fins al Tibet (Arca), passant per la Xina (Temple), l'Índia (Temple), l'Amèrica del Sud (Arca i Calavera), Egipte (Arca), el Marroc (Dial), Jordània (Croada) i Europa -concretament Portugal, Àustria, Grècia, Alemanya i Itàlia- (Croada i Dial).

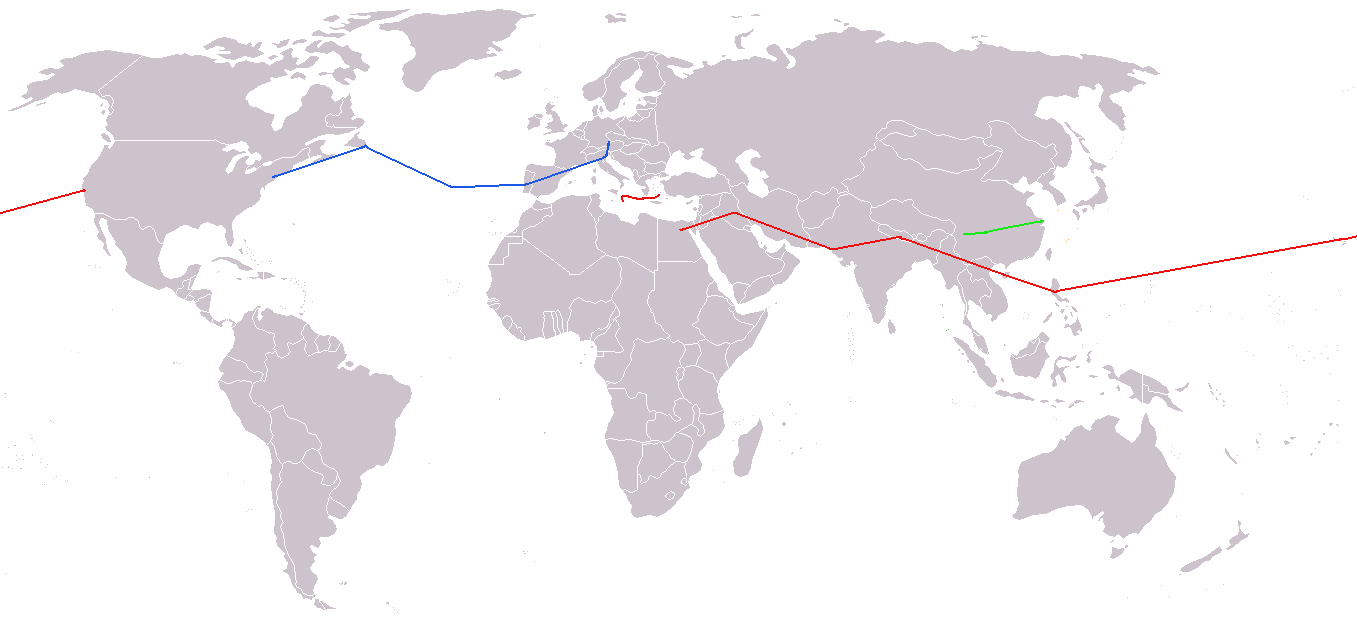
Mapa dels viatges d'Indiana Jones. Vermell = A la recerca de l'arca perduda, Verd = El temple maleït, Blau = L'última croada.

Els tres primers films estan ambientats a la segona meitat dels anys 30 del segle xx. En dues d'aquestes ocasions (Arca, ambientada el 1936, i Croada, ambientada el 1938) s'enfronta a l'exèrcit nazi, primer buscant l'arca de l'aliança dels antics israelites i després buscant el Sant Greal. Per la seva banda, al segon film (Temple, ambientat el 1935) s'enfronta a una secta índia que vol controlar el territori gràcies a les pedres sankara, tres rocs sagrats amb propietats màgiques. Al quart film (Calavera, ambientat el 1957, factor condicionat per l'edat de l'actor que l'interpreta, ja que gairebé havien passat vint anys des que es va filmar la tercera pel·lícula) ha de lluitar contra els soviètics per tal que no s'apoderin de la poderosa calavera de cristall, guardada en una ciutat secreta inca del Perú. Al cinquè film (Dial, ambientat el 1969, just després de l'arribada dels humans a la Lluna) torna a enfrontar-se als nazis.

## Aspectes històrics
El personatge d'Indiana Jones va ser creat el 1973 (amb el nom d'Indiana Smith) per George Lucas. Lucas es va inspirar en personatges reals i en personatges de còmic dels anys 20 i 30 del segle xx.
Les quatre pel·lícules han estat conduïdes per George Lucas (com a productor, a través de la seva empresa Lucasfilm) i Steven Spielberg (com a productor i director), amb la col·laboració de Frank Wilton Marshall (com a productor). La cinquena pel·lícula va ser dirigida per James Mangold, que també n'és co-guionista conjuntament amb Jez Butterworth, John-Henry Butterworth, i David Koepp; però Spielberg i Marshall van supervisar la producció.
En principi només era previst de filmar les tres primeres pel·lícules (Arca, Temple i Croada); però les peticions dels fans d'aquesta saga va fer que Lucas i Spielberg en fessin una altra entrega el 2008 (Calavera). Aquesta darrera entrega va tardar força temps a fer-se perquè tots els implicats (Lucas, Spielberg i Ford) tenien l'agenda plena quan van decidir-se, i perquè el primer guió (elaborat pel cineasta M. Night Shyamalan, especialitzat en pel·lícules de misteri) no va satisfer els productors, de manera que se'n va haver de fer un altre.
Acabada la quarta entrega es va rumorejar la possibilitat de fer una cinquena entrega, que va acabar rodant-se entre el 2021 i el 2022.

## Personatges
En els cinc llargmetratges, Indiana Jones és interpretat per l'actor Harrison Ford. En un principi se n'havia d'encarregar Tom Selleck, que hi va renunciar perquè treballava en la filmació de la sèrie de televisió Magnum.

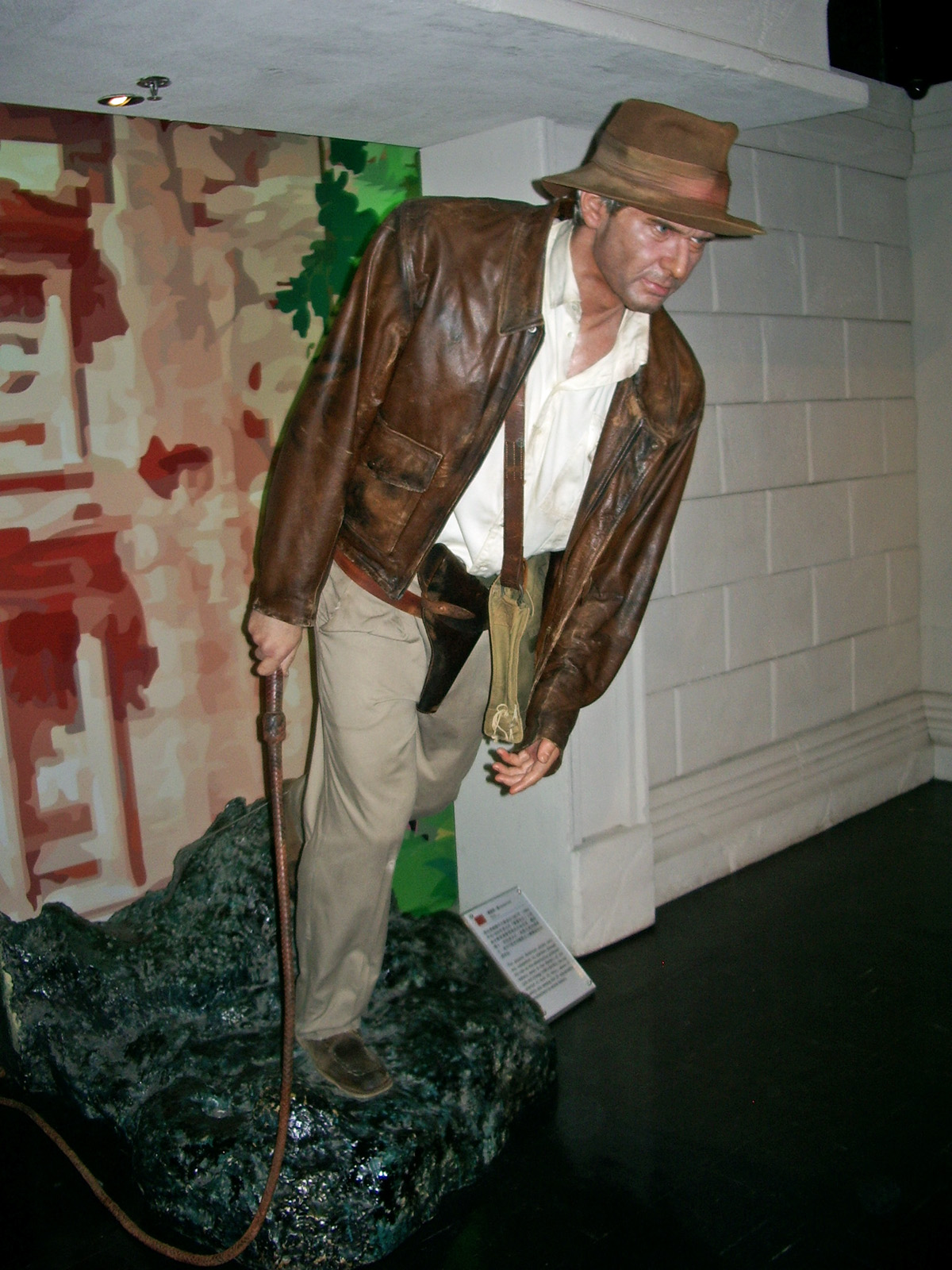
Figura de cera que representa Harrison Ford, caracteritzat d'Indiana Jones

A l'inici del tercer film (Croada) el personatge hi apareix de jove amb 13 anys i és interpretat per River Phoenix. Es va triar aquest actor perquè a la pel·lícula La costa de 'Los mosquitos' ja havia encarnat el fill d'un personatge caracteritzat pel mateix Ford. En les sèries televisives posteriors, on Indiana Jones hi surt d'infant, de jove i de vell, el personatge ha estat interpretat per Corey Carrier (infant), Sean Patrick Flanery (jove) i George Hall (vell).
Hi ha molts altres personatges que participen en les aventures d'Indiana Jones:

### Bons
- Marion Ravenwood, parella sentimental de Jones, valenta i llançada, interpretada per Karen Allen (Arca, Calavera i Dial).
- Sallah, excavador egipci i amic de Jones, interpretat per John Rhys-Davis (el paper estava pensat originalment per a l'actor Danny DeVito) (Arca, Croada i Dial).
- Marcus Brody, director del museu i de la universitat on treballa Jones (anys 30-40), despistat i poc versat en aventures intrèpides, interpretat per Denholm Elliott (Arca i Croada).
- Short Round, xiquet xinès astut i valent que acompanya Jones, interpretat per Jonathan Ke Quan (Temple).
- Wilhelmina "Willie" Scott, cantant nord-americana instal·lada a la Xina, interpretada per Kate Capshaw (Temple).
- Wu Han, jove xinès ajudant de Jones i assassinat pel fill de Lao Che, interpretat per David Yip (Temple; també apareix al videojoc Indiana Jones and the Emperor's Tomb).
- Prof. Henry Jones Sr., historiador i pare de Jones, interpretat per Sean Connery (Croada).
- Mutt Williams, jove aventurer, interpertat per Shia LaBeouf (Calavera).
- Harold "Ox" Oxley, arqueòleg col·lega de Jones i mestre de Mutt Williams, interpretat per John Hurt (Calavera).
- Charles Stanforth, degà de la universitat on treballa Jones (anys 50), interpretat per Jim Broadbent (Calavera).
- Basil Shaw, arqueòleg britànic i col·lega de Jones (anys 40-50), interpretat per Toby Jones (Dial).
- Helena Shaw, filla de Basil Shaw i fillola de Jones (anys 60), interpretada per Phoebe Waller-Bridge (Dial).
- Renaldo, barquer i bus, interpretat per Antonio Banderas (Dial).
- Teddy Kumar, lladre adolescent marroquí que ajuda Helena Shaw, interpretat per Ethann Isidore (Dial).

### Dolents
- René Belloq, arqueòleg francès i col·laborador nazi, antagonista de Jones, interpretat per Paul Freeman (Arca).
- Major Arnold Ernst Toht, interrogador de la Gestapo, interpretat per Ronald Lacey (Arca).
- Satipo, ajudant de Jones a la primeria, a qui acaba traint, interpretat per Alfred Molina (Arca).
- Mola Ram, sacerdot indi que vol controlar el món, interpretat per Amrish Puri (Temple).
- Lao Che, senyor del crim de Xangai, interpretat per Roy Chiao (Temple).
- Dra. Elsa Schneider, arqueòloga austríaca, que col·labora amb Jones pare i Jones fill per a després ajudar els nazis, interpretada per Alison Doody (Croada).
- Walter Donovan, filantrop estatunidenc que col·labora amb els nazis, interpretat per Julian Glover (Croada).
- Coronel Vogel, militar alemany despietat de les SS, interpretat per Michael Byrne (Croada).
- Kazim, líder de la Germandat de l'Espasa Cruciforme, interpretat per Kevork Malikyan (Croada).
- Irina Spalko, científica ucraïnesa al servei dels soviètics, interpretada per Cate Blanchett (Calavera).
- George "Mac" McHale, col·laborador de Jones al servei secret, a qui finalment trairà per diners, interpretat per Ray Winstone (Calavera).
- Jürgen Voller, científic i arqueòleg alemany en època nazi que acaba col·laborant amb la NASA, interpretat per Mads Mikkelsen (Dial).
- Coronel Weber, militar alemany de l'època nazi interpretat per Thomas Kretschmann (Dial).
- Klaber, esbirro al servei de Voller, interpretat per Boyd Holbrook (Dial).

Mentre es preparava el quart film (Calavera) es va especular amb la possibilitat que també hi sortís el pare d'Indiana Jones, interpretat per Sean Connery, malgrat que aleshores ja s'havia retirat. Tanmateix, finalment no hi surt perquè no participava en la trama, i es va preferir evitar-ne una aparició puntual.
A les pel·lícules hi ha força cameos curiosos. Així, Ronald Lacey, que interpreta el major Toht a Arca, apareix momentàniament interpretant Heinrich Himmler a Croada. Igualment, tant a Arca com a Temple un dels malvats és una persona molt forta i corpulenta, amb la qual s'ha de barallar Indiana Jones; aquests dos personatges secundaris van ser interpretats pel mateix actor, Pat Roach, bé que degudament caracteritzat, i encara Roach fa un cameo a Croada. Finalment, Frank Wilton Marshall, productor, fa un cameo al pròleg del primer film (Arca) com a pilot d'avioneta.

## Aspectes tècnics
El gran èxit de tots els films es deu a cinc elements:
- Un argument d'aventura, amb les típiques situacions de perill, reptes, etc., i amb uns dolents molt malvats i sovint amb més poder militar.
- Un ritme narratiu trepidant (escenes d'acció, persecucions, etc.).
- Força dosis d'humor (a tall d'exemple, la topada casual amb Adolf Hitler a Croada, la discussió amb Marion Ravenwood sobre la seva relació en un sorral mentre s'enfonsen a Calavera, l'incendi provocat per Henry Jones Sr. a Croada mentre ell i son fill estan lligats; el robatori d'un vehicle a Croada i un altre a Dial; el sopar del palau a Temple; la resolució d'un dubte d'un alumne a la biblioteca havent-hi entrat patinant amb moto a Calavera; com Jones passa a cavall pel costat dels tres astronautes de l'Apollo 11 durant una desfilada a Dial, etc.).
- La caracterització dels personatges (no tan sols d'Indiana Jones, sinó també dels altres, com son pare o Short Round).
- La música que acompanya les escenes d'acció.

Per aquests fets, la primera pel·lícula (Arca), va rebre força premis.
Els guionistes han dotat la sèrie de films d'alguns elements comuns. Així, la primera imatge sempre és un con amb la punxa cap dalt (excepte a Dial), coincident amb la forma de la muntanya que serveix de logotip de la productora Paramount. Un altre element que es repeteix sempre és que Jones no deixa mai enrere el seu barret. En cada film també hi ha una escena amb animals perillosos: serps a Arca, insectes a Temple, rates a Croada, formigues gegants carnívores a Calavera i anguiles a Dial. A banda, els quatre films contenen petits lligams anecdòtics entre uns i altres. Així, si bé l'arca de l'aliança és el tema central del primer film (Arca), al tercer film (Croada) apareix dibuixada en una paret i Indiana Jones la reconeix; i al quart film (Calavera) fins i tot es pot veure al magatzem on és guardada al final de la primera pel·lícula.
Tots cinc films tenen una mena de pròleg que constitueixen petites aventures al marge de l'argument principal (al quart film, Calavera, el pròleg forma part de la trama principal). A més, al tercer film (Croada) el pròleg, ambientat el 1912, explica per què Jones du barret i fuet, té pànic a les serps i té una cicatriu sota el llavi. La intenció dels productors era que a l'espectador li fes la sensació que es tractava de l'escena final d'una pel·lícula d'aventures, quan tot just havia acabat de començar el film.
La banda sonora, a càrrec de John Williams, es basa en dues melodies que han esdevingut molt populars des que es va estrenar el primer film.
Les cinc pel·lícules han estat doblades al català (l'actor Jesús Ferrer dona veu a Indiana Jones en les quatre primeres). L'edició en DVD dels films comercialitzats a Espanya contenen la versió catalana.

## Altres productes
A més de les pel·lícules, les aventures del personatge també inclouen una sèrie de televisió emesa entre 1992 i 1996 titulada Les aventures del jove Indiana Jones (títol original en anglès: The Young Indiana Jones Chronicles), on se'l pot veure amb 10, 16-21 i 93 anys, interpretat per altres actors diferents de la sèrie de pel·lícules.
També se n'han fet diversos videojocs (Indiana Jones and the Fate of Atlantis, Indiana Jones and the Infernal Machine i Indiana Jones and the Emperor's Tomb).
Les pel·lícules, alguns capítols de la sèrie televisiva i els videojocs s'han adaptat com a novel·les i com a còmics (aquests darrers, publicats per Marvel i Dark Horse). Amb el format de còmic s'hi ha introduït una altra història ambientada a Irlanda el 1945 en què participen tant Indiana Jones com son pare.
A Disneyland París hi ha la muntanya russa Indiana Jones i el temple del perill, construïda per Intamin AG.